# El Pedró (Catllaràs)
El Pedró és una muntanya de 1.764 metres que es troba entre els municipis de Castell de l'Areny i de La Pobla de Lillet, a la comarca catalana del Berguedà.
Al cim s'hi troba un vèrtex geodèsic (referència 284087001).